# Pierre Dubois (homme politique, 1941)
Pour les articles homonymes, voir Dubois et Pierre Dubois.
Pierre Dubois, né le 12 août 1941 à Aubigny-en-Artois (Pas-de-Calais), est un homme politique français. Membre du Parti socialiste (PS), il est maire de Roubaix de 2012 à 2014.

## Biographie
Diplômé en sciences politiques et agrégé d’histoire, Pierre Dubois arrive à Roubaix en 1970 ; il y dirige le centre d’amélioration du logement (Cal-Pact). À la suite du congrès d’Épinay, il adhère au Parti socialiste. En 1977 il rejoint le cabinet de Pierre Prouvost en tant que chargé de mission au secrétariat à l'action économique et au développement,. En 1983, il quitte le Parti socialiste et poursuit son parcours politique au sein de l'équipe d'André Diligent. En 1995, il devient un des adjoints du maire René Vandierendonck, délégué à l'urbanisme et à la politique de la ville.
Pierre Dubois prend sa retraite professionnelle en 2004 et poursuit sa carrière politique, à nouveau sous l'étiquette socialiste, aux côtés de René Vandierendonck dont il devient le premier adjoint en 2008.
Lors du conseil municipal du 22 mars 2012, il est élu maire de Roubaix avec 42 voix sur 42 votants et succède à René Vandierendonck, démissionnaire,,. Le 11 octobre 2013, il est officiellement désigné comme tête de liste par la section roubaisienne du Parti socialiste pour les élections municipales de mars 2014, à la suite desquelles il perd son mandat et cède sa place à Guillaume Delbar, élu maire le 6 avril suivant. Il continue cependant à siéger en tant que conseiller municipal d’opposition jusqu'en 2020.

## Décoration
- Chevalier de l'ordre national du Mérite le 28 novembre 1992[15]